# Mr. Nanny - Ein Mann für Mama
Mr. Nanny - Ein Mann für Mama is een Duitse speelfilm.
De romantische komedie is geschreven door Caroline Hecht en geregisseerd door Oliver Dommenget.
Opnames zijn genomen in de Duitse hoofdstad Berlijn.

## Verhaal
Lissy Meister (Linda de Mol) heeft een perfect leven. Ze is ontwerpster en woont in een mooie villa in Berlijn.
Plotseling verliest ze haar man door een auto-ongeluk. Ze gaat op zoek naar een kindermeisje en loopt uiteindelijk tegen een homoseksuele man aan. Dit 'Kindermädchen' Nick Siegert (Florian Fitz) heeft deze baan aangenomen, om het geld dat hij van zijn vriend Benno Krüger (René Hofschneider) heeft geleend, terug te betalen. Ze maakt hem meteen duidelijk dat fietsen of skaten in de straat streng verboden is, omdat ze bang is dat haar kinderen hetzelfde lot overkomt als haar man. Lissy besluit om samen met de kinderen en Nick op bezoek te gaan bij haar schoonmoeder Marlene. Daar ontstaat een klik tussen hen. Hierdoor begint Lissy te twijfelen of hij nou homoseksueel is of niet. Op dat moment komt haar huidige vriend Dietmar (Christian Goebel) langs, om Lissy te bezoeken. Hij is echter niet gesteld van het nieuwe kindermeisje. Terug in Berlijn besluit Lissy op pad te gaan met Dietmar, maar droomt telkens over Nick. Toen Dietmar haar een aanzoek wilde doen bij de Spree, besluit Lissy het te weigeren. Eenmaal hoort ze dat haar kind is aangereden in de straat, terwijl Nick haar leerde fietsen. In het ziekenhuis ontslaat ze Nick en stapt hij op het vliegtuig naar Caracas. Lissy gaat achter hem aan, maar op vliegveld Tegel krijgt ze te horen dat het vliegtuig al is vertrokken. Als ze terugkomt in het ziekenhuis en haar verhaal doet bij haar kinderen, staat Nick in de deurpost.

## Trivia
- Mr. Nanny - Ein Mann für Mama is de eerste Duitse film waarin Linda de Mol meespeelt.
- Het huis van Lissy en de kinderen, dat gebruikt is voor de binnen- en buitenopnames, staat op de hoek van de Wichernstraße en de Fliednerweg in de Berlijnse buitenwijk Dahlem.